# Misaki Amano
Misaki Amano (født 22. april 1985) er en tidligere japansk fodboldspiller.